# Isla Massey
La Isla Massey (en inglés: Massey Island) es una isla deshabitada en el grupo de la isla Bathurst, en la Región de Qikiqtaaluk, del territorio de Nunavut, al norte de Canadá. Se encuentra en el océano Ártico, al sur de Isla Vanier (a través del Estrecho de Pearse) y al norte de la isla Alexander y la Isla-Marc (al otro lado del Estrecho de Boyer). Tiene una superficie de 432 km² (equivalentes a 167 millas cuadradas). Tiene un largo máximo de 47 km y un ancho de hasta 11 km.